# جزر سيلي

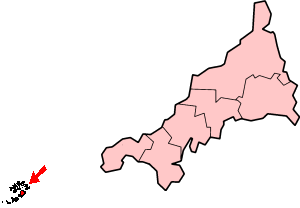

تقع جزر سيلي Isles of Scilly في المحيط الأطلسي على بعد 40 كم من بريطانيا. و هي مكونة 150 جزيرة ومجموع مساحتها يساوي 14.5 كيلومتر مربع. و يسكن فيها 2900 نسمة في خمسة جزر منها.

## التاريخ
- عاش الناس في جزر سيلي منذ العصر البرونزي.
- بدأ التنقيب عن القصدير من عصر الرومان وحتى 1878م.
- في القرن الثاني عشر الميلادي قام الرهبان ببناء ديرًا في تريسكو.
- في القرن الخامس العشر بدأت هجمات القراصنة.
- في القرن السادس عشر بدأت التحصينات ضد الإسبان.
- في عام 1834م تسلم الحكم أوجاستيس سميث بدأت التحسنيات في جزر سيلي بالتعليم وازدهر الاقتصاد بازدهار تجارة الأزهار.
- في سنة 1975 تم تسمية الأرخبيل، بما فيه الصخور والجزر غير المأهولة، منطقة ذات جمال طبيعي أخاذ.

## الحكومة
الحكومة في جزر سيلي تابعة لحكومة إنجلترا، و لكنه لها مجلس خاص. و المجلس الموجود في جزيرة سانت ماري يعنى بالتخطيط والخدمات الاجتماعية وما إلى ذلك. و تقوم المأهولة

## الاقتصاد
الاقتصاد في جزر سيلي مبني على الزراعة. فزراعة الزهور هي التجارة الرابحة. و لكن يعمد سكان جزر سيلي إلى زراعة بعض الخضار مثل البطاطس والقرنبيط. و من مصادر دخل المنطقة الأخرى: السياحة والصيد(الكركند وسرطان البحر)

## الجزر المأهولة
هناك خمسة جزر مأهولة من المئة وخمسين جزيرة من جزر سيلي. الجزر هي: جزيرة سانت ماري وهي أكبر الجزر وتعتبر الجزيرة السياسية، كما تحوي معرضًا لتاريخ الجزر. جزيرة تريسكو، وهي ثاني أكبر الجزر بعد جزيرة سانت ماري والقسم الشمالي من الجزيرة صحراوي أما القسم الجنوبي للجزيرة خصبة. جزيرة سانت مارتن هي الجزيرة الثالثة. و جزيرة أجنيس تستطيع الوصول إليها من سانت ماري. و جزيرة بنزانس هي الجزيرة الأخيرة.